# オフィーリア (映画)
『オフィーリア』（Ophelia）は、2018年のイギリス・アメリカ合衆国のドラマ映画。原作は、ウィリアム・シェイクスピアの悲劇『ハムレット』に登場するキャラクター「オフィーリア」を描いたリサ・クレインの同名小説。監督はクレア・マッカーシー、脚本はセミ・チェラス。主演をデイジー・リドリーが務め、ほかにナオミ・ワッツ、クライヴ・オーウェン、トム・フェルトン、ドミニク・マフハム、ジョージ・マッケイらが出演。内容は基本的に『ハムレット』に基づくが、オフィーリアの視点から描かれる。
2018年のサンダンス映画祭でプレミア上映された。
日本では劇場公開されなかったが、2019年11月14日にWOWOWで放映された。『オフィーリア　奪われた王国』というタイトルでも配信されている。

## ストーリー
オフィーリア（デイジー・リドリー）は王妃ガートルード（ナオミ・ワッツ）にも信頼されている人間。彼女はすぐにハムレット王子（ジョージ・マッケイ）の目を惹き、禁断の愛が芽生えていく。次第に欲望と裏切りはエルシノア城を混乱に陥れる。物語は『ハムレット』の新解釈によって紡がれる。

## キャスト
- オフィーリア: デイジー・リドリー - 王妃の侍女。
- ガートルード（英語版）: ナオミ・ワッツ - 王妃。
- メヒティルト: ナオミ・ワッツ - 「森の魔女」と呼ばれる女性。薬に詳しい。王妃の姉。
  - 若年期のメヒティルト: アンナ・ラスト（英語版）
- クローディアス（英語版）: クライヴ・オーウェン - 国王の弟。兄を薬殺して王位に就く。
- ハムレット: ジョージ・マッケイ - 王子。オフィーリアの恋人。
- レアティーズ（英語版）: トム・フェルトン - オフィーリアの兄。
- ホレイショー（英語版）: デヴォン・テレル（英語版） - ハムレットの親友。
- ポローニアス（英語版）: ドミニク・マフハム（英語版） - 侍従長。オフィーリアの父。
- クリスティーナ: デイジー・ヘッド（英語版） - 王妃の侍女。平民のオフィーリアを蔑む。

## 製作
2016年5月4日、ウィリアム・シェイクスピアのキャラクター「オフィーリア」をベースにしたリサ・クレインの小説を、クレア・マッカーシーが監督、セミ・チェラスが脚本、デイジー・リドリーとナオミ・ワッツの出演で映画化することが発表された。ダニエル・ボブカー、アーレン・クルーガー、サラ・カーティスが共同で製作を担当し、Covert Mediaが出資。バート・マルクスが製作総指揮を担当。
撮影は2017年4月に始まり、5月にイメージ画像が公開された。主要な製作は3か月後の2017年6月に終了した。アカデミー賞受賞の作曲家スティーヴン・プライスが音楽を担当することも決定した。

## 公開
2018年1月22日のサンダンス映画祭のプレミアで初めて上映された。

## 評価
『ハリウッド・リポーター』誌やThe Wrapは、内容のディテールやオフィーリアの描写を称賛した。『ガーディアン』誌は、ビジュアルを称賛しつつ、セリフと物語の変更を批判した。映画批評集積サイトのRotten Tomatoesでは、批評家支持率は58%となっている。一方、Metacriticでは加重平均値は65/100となっている。
2023年にVultureが報じたところによれば、Rotten Tomatoesでの本作の評価は不正に操作されたものであるという。当初、13件のレビュー（7件が否定的）が寄せられ、Rotten Tomatoesにおける批評家支持率は46%と芳しくないもので、「腐っている」の評価が与えられた。これを受けて宣伝会社のバンカー15（Bunker 15）は、無名の批評家らに追加のレビューを執筆するように持ちかけた。この際、バンカー15は批評家らに宛てたメールの中で、本作が「一部の批評家から少し厳しく扱われているように感じる（高すぎる期待が原因と思われる）」 として、そのために「さまざまな批評家からのさらなる意見」が必要であると説明した。加えて何人かの批評家はレビューごとに50ドル以上の報酬を支払われたと述べている。ある批評家が「映画が気に入らないと書いた場合どうなるか」と尋ねると、バンカー15からは「何を書くのかは自由だが、とても好ましい人物（super nice ones）は、悪いレビューを普通のウェブサイトに掲載せず、Rotten Tomatoesが決して見ない小さなブログに隔離することに大抵は同意する」と返答された。2018年10月から2019年1月にかけて、Rotten Tomatoesは本作のスコアに8件のレビュー（7件が好意的）を追加し、支持率は62%まで上昇した。このときに唯一好意的ではないレビューを書いた批評家は、バンカー15からレビューの書き直しを提案されたという。基準の60%を超えたため、評価も「新鮮」に変わった。翌月、配給会社IFCフィルムズがアメリカ公開に向けて本作を買い取った旨を公表した。制作元コバート・メディアはVultureの取材に応じていないほか、バンカー15創業者のダニエル・ハーロウ（Daniel Harlow）はこの疑惑を否定している。その後、Rotten Tomatoesでは本作を含むバンカー15が関係した多数の作品の記事を削除し、それらの作品にレビューを寄せていた批評家らに警告を行った。